# Fédération de la gauche démocrate et socialiste
La Fédération de la gauche démocrate et socialiste (FGDS) est une organisation politique française de rassemblement des gauches, entre 1965 et 1968.
Créée sous l'impulsion de François Mitterrand le 10 septembre 1965, elle résulte de la fusion des groupes parlementaires socialistes et du Rassemblement démocratique.
Elle constituait alors ce qu'on appelait à l'époque « la gauche non communiste », par opposition au Parti communiste français (PCF) qui était la formation politique de gauche dominante.

## Composition
La FGDS regroupe :
- la Section française de l'Internationale ouvrière (SFIO, parti socialiste) de Guy Mollet ;
- le Parti radical (RAD) de René Billères ;
- la Convention des institutions républicaines (CIR) de François Mitterrand ;
- l'Union des groupes et clubs socialistes (UGCS) de Jean Poperen ;
- l'Union des clubs pour le renouveau de la gauche (UCRG) d'Alain Savary.

## Historique
Au début des années 1960, une première tentative de rassemblement de la gauche et du centre, sous l'impulsion de Gaston Defferre, a échoué faute d'accord entre la SFIO et le MRP.
À la suite de la candidature de François Mitterrand à l'élection présidentielle de 1965, la Convention des institutions républicaines souhaite relancer l'idée d'un rassemblement, axé cette fois plus à gauche. La fédération est créée le 10 septembre 1965. En décembre, entre les deux tours de la présidentielle, Mitterrand en prend la présidence et Charles Hernu en est le délégué général.
La FGDS bénéficie du demi-succès fondateur de la candidature de François Mitterrand qui parvient à mettre en ballottage le général de Gaulle. Elle forme un contre-gouvernement dont Mitterrand est le président. En 1966, la FGDS se dote d'un programme et conclut un accord de désistement avec le PCF. Elle obtient un succès aux élections législatives de 1967 en faisant élire 121 députés (dont 4 apparentés membres du PSU). Dès lors, un renforcement des structures internes à la Fédération s'amorce en vue d'une fusion de ses composantes. Mais la crise de mai 68 et la déclaration de candidature précipitée et finalement prématurée de F. Mitterrand à la présidence de la République donnent un coup de frein aux réformes internes.
La FGDS recule ensuite fortement aux élections législatives de 1968, ne totalisant que 16,5 % des suffrages exprimés et ne conservant que 57 sièges à l'Assemblée nationale (sur 118 sortants). Les députés issus de la CIR sont tous éliminés à l'exception de François Mitterrand. Ce dernier est lui-même contraint de siéger comme non-inscrit car la SFIO décide alors de redonner la priorité à l'affirmation de son identité socialiste et reconstitue son propre groupe parlementaire. Mitterrand démissionne de la présidence de la fédération le 7 novembre 1968. C'est la fin de la FGDS.
La SFIO lance le processus de fusion en l'obtenant d'abord de l'UCRG au sein du nouveau Parti socialiste, en juillet 1969, en attendant la grande fusion de toutes les composantes à Épinay-sur-Seine, en 1971. La FGDS fut donc le creuset de l'actuel Parti socialiste.

## Groupe parlementaire

### 1967-1968
| Parti | Parti                                          | Nombre de députés |
| ----- | ---------------------------------------------- | ----------------- |
|       | Section française de l'Internationale ouvrière | 76                |
|       | Parti radical-socialiste                       | 24                |
|       | Convention des institutions républicaines      | 15                |
|       | Parti socialiste unifié (apparenté FGDS)       | 4                 |
|       | Divers gauche                                  | 2                 |
| Total | Total                                          | 121               |

### 1968-1969
| Parti | Parti                                          | Nombre de députés |
| ----- | ---------------------------------------------- | ----------------- |
|       | Section française de l'Internationale ouvrière | 40                |
|       | Parti radical-socialiste                       | 15                |
|       | Convention des institutions républicaines      | 1                 |
|       | Divers gauche                                  | 1                 |
| Total | Total                                          | 57                |

## Élections législatives de 1967
| Parti ou composante | Parti ou composante                             | Circonscriptions | Proportion |
| ------------------- | ----------------------------------------------- | ---------------- | ---------- |
|                     | Section française de l'Internationale ouvrière  | 239              | 55,71 %    |
|                     | Convention des institutions républicaines       | 88               | 20,51 %    |
|                     | Parti radical                                   | 75               | 17,48 %    |
|                     | Fédération de la gauche démocrate et socialiste | 16               | 3,73 %     |
|                     | Parti socialiste unifié                         | 11               | 2,56 %     |
|                     |                                                 |                  |            |
| Candidats           | Candidats                                       | 429              | 100,00 %   |

## Élections législatives de 1968
| Parti ou composante | Parti ou composante                             | Circonscriptions | Proportion |
| ------------------- | ----------------------------------------------- | ---------------- | ---------- |
|                     | Section française de l'Internationale ouvrière  | 261              | 59,05 %    |
|                     | Convention des institutions républicaines       | 94               | 21,27 %    |
|                     | Parti radical                                   | 77               | 17,42 %    |
|                     | Fédération de la gauche démocrate et socialiste | 6                | 1,36 %     |
|                     | Parti socialiste unifié                         | 4                | 0,90 %     |
|                     |                                                 |                  |            |
| Candidats           | Candidats                                       | 442              | 100,00 %   |